# Rokel
Rokel je najveća rijeka u Sijera Leoneu (zapadna Afrika). Izvire u gorju (planinski lanac) Loma i teče prema jugozapadu u duljini oko 386 kilometara, da bi zajedno s manjom rijekom Port Loko (Port at Pepel) stvara rijeku Sijera Leone, estuarij (riječno ušće oblikovano poput lijevka) koji predstavlja najdublju prirodnu luku na afričkom kontinentu. Rijeka Sijera Leone je široka od 6 do 16 kilometara, a duga oko 40 kilometara. Freetown je glavni grad Sijera Leonea i nalazi se na lijevom kraju samog estuarija.